# Arontorp
Arontorp est une localité de Suède dans la commune de Mörbylånga située dans le comté de Kalmar.
Sa population était de 233 habitants en 2010.

## Dans la littérature
Arontorp est mentionné dans le poème Vid Färjestaden du lauréat du prix Nobel Erik Axel Karlfeldt. Le nom de la localité apparaît également sur la cassette Göran Persson är en galt, créée par le multi-artiste Errol « Eddie Meduza » Norstedt. 